# کلمئیا
کلمئیا (به پرتغالی: Colméia) یک منطقهٔ مسکونی در برزیل است که در توکانتینس واقع شده‌است. کلمئیا ۹۹۱ کیلومتر مربع مساحت و ۸٬۱۴۱ نفر جمعیت دارد.